# Riebeeckosaurus longirostris
Riebeeckosaurus longirostris è un terapside estinto appartenente ai dinocefali. Visse nel Permiano medio/superiore (Capitaniano, circa 260 milioni di anni fa) e i suoi resti fossili sono stati ritrovati in Sudafrica.

## Descrizione
Questo animale è noto principalmente per due crani, piuttosto simili a quello del ben noto Moschops. Come quest'ultimo, anche Riebeeckosaurus doveva possedere un corpo robusto e zampe forti adatte a sostenere il notevole peso. Al contrario di Moschops, però, Riebeeckosaurus possedeva un muso snello e allungato; sulla sommità del capo, inoltre, era presente una stretta cresta sagittale. La calotta cranica era moderatamente ispessita. Riebeeckosaurus doveva raggiungere i 2,5 metri di lunghezza e la mezza tonnellata di peso.

## Classificazione
Descritto da Boonstra nel 1952, questo animale era un tipico rappresentante dei dinocefali, un gruppo di terapsidi caratteristici del Permiano medio e superiore e notevoli per i loro grandi crani. In particolare, Riebeeckosaurus apparteneva ai tapinocefalidi, una famiglia di dinocefali erbivori i cui rappresentanti più noti sono Moschops e Tapinocephalus. Riebeeckosaurus proviene dalla cosiddetta "zona a Tapinocephalus" nella regione sudafricana del Karroo, dove sono stati rinvenuti numerosi fossili di questi animali. Riebeeckosaurus è considerato un rappresentante di una sottofamiglia a parte (Riebeeckosaurinae) a causa della forma allungata del cranio, differente da quella di altri tapinocefali. 